# Orlești (gmina)
Orlești – gmina w Rumunii, w okręgu Vâlcea. Obejmuje miejscowości Aurești, Orlești, Procopoaia, Scaioși i Silea. W 2011 roku liczyła 3198 mieszkańców.